# بورصة جوهانسبرج

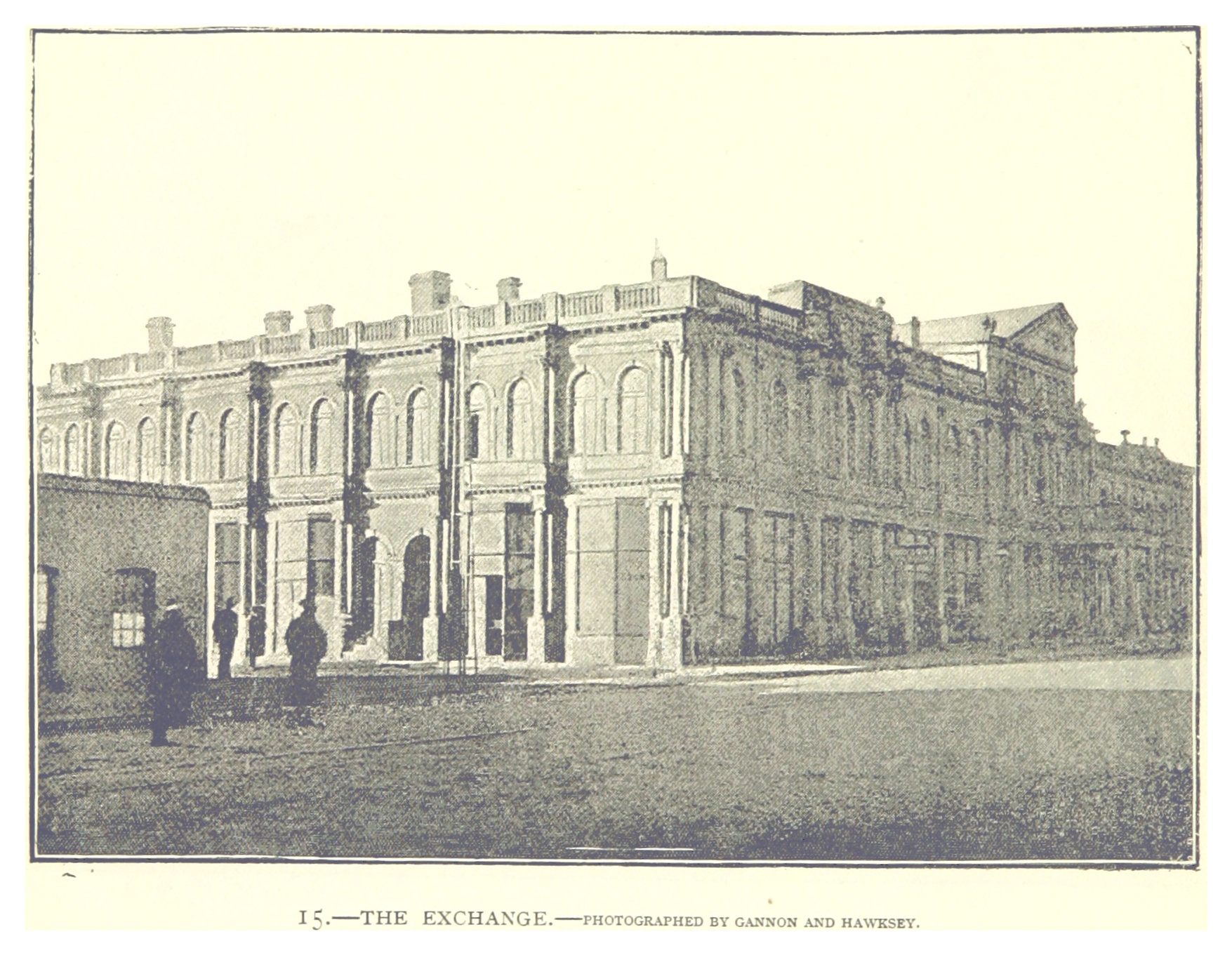
بورصة جوهانسبرغ عام 1893

بورصة جوهانسبرج المحدودة (سابقا جيه اس أي للأوراق المالية وسوق جوهانسبرغ للأوراق المالية)  هي أقدم وأكبر بورصة في أفريقيا. تقع في ساندتون، جنوب إفريقيا. في عام 2003، كان لديها ما يقرب من 472 شركة مدرجة ورأسمال سوقي قدره 182.6 مليار دولار أمريكي (158 مليار يورو)، ومتوسط قيمة تداول شهرية قدرها 6.399 مليار دولار (5.5 مليار يورو). في 31 ديسمبر 2013، بلغت القيمة السوقية لسوق الكويت للأوراق المالية 1007 مليار دولار أمريكي.

## ملكية
تدير البورصة شركة بورصة جوهانسبرج المحدودة ، وهي شركة مدرجة في مجلس إدارتها الرئيسي في يونيو 2006.

## روابط خارجية
- الموقع الرسمي
- JSE Alternative Exchange الموقع الرسمي